# Colbertova fontána
Colbertova fontána (francouzsky Fontaine Colbert) je fontána v Paříži ve 2. obvodu v ulici Rue Colbert u domu č. 6. Fontána nese jméno ministra financí Colberta podle této ulice.

## Historie
Fontánu vytvořil v roce 1708 architekt Jean Beausire (1651-1743). Od 24. března 1925 je chráněná jako historická památka. V současnosti již v kašně voda neteče.

## Popis
Fontána je umístěna na zdi domu pod oknem. Horní část nad oknem tvoří fronton se znakem města Paříže. Dolní část tvoří bronzový maskaron ve tvaru mužské hlavy, ze kterého vytékala voda.